# Ricardo Triviño
Ricardo Triviño Bujalil (ur. 15 lutego 1973) – meksykański kierowca rajdowy. Od 2002 roku jeździ w mistrzostwach świata. Jest synem José Triviño, meksykańskiego piłkarza, byłego zawodnika klubu Deportivo Toluca.

## Życiorys
Swoją karierę w sportach motorowych Triviño rozpoczął w wieku 13 lat, gdy startował w zawodach motocyklowych. Następnie jeździł w wyścigach samochodów turystycznych, a w 1995 roku zadebiutował w rajdach, w Rajdzie Acapulco, którego nie ukończył. W 1998 roku zajął 5. miejsce w mistrzostwach Meksyku jadąc Volkswagenem Golfem. W 2000 roku zajął w mistrzostwach 3. miejsce, a w 2001 roku wywalczył rajdowe mistrzostwo kraju.
W marcu 2002 Triviño zadebiutował w mistrzostwach świata. Pilotowany przez Jorge Bernala i jadący Mitsubishi Lancerem Evo VII nie ukończył wówczas Rajdu Hiszpanii wycofując się z jazdy na 13. odcinku specjalnym. W tym samym roku pojechał również w Rajdzie Argentyny, jednak miał w nim awarię silnika. W 2003 roku pojechał w cyklu Production Cars WRC. Ukończył cztery rajdy i zdobył 8 punktów. Zajął 9. miejsce w PCWRC. Z kolei w 2004 roku zdobył 3 punkty w serii PCWRC. W latach 2005–2008 pojechał łącznie w siedmiu rajdach mistrzostw świata. Startował w nich samochodami Peugeot 206 WRC, Mitsubishi Lancer Evo VIII i Evo IX.
W 2010 roku Triviño zajął 2. miejsce w rajdowym cyklu NACAM, odbywającym się na trasach Ameryki Północnej i Środkowej. W 2011 roku wystąpił w jednym rajdzie mistrzostw świata, Rajdzie Szwecji, z którego został wykluczony.

## Występy w rajdach WRC
| Sezon | Zespół            | Samochód                                                      | 1      | 2       | 3          | 4             | 5          | 6         | 7      | 8         | 9         | 10              | 11            | 12              | 13              | 14              | 15              | 16              | Punkty | Miejsce |
| ----- | ----------------- | ------------------------------------------------------------- | ------ | ------- | ---------- | ------------- | ---------- | --------- | ------ | --------- | --------- | --------------- | ------------- | --------------- | --------------- | --------------- | --------------- | --------------- | ------ | ------- |
| 2002  | Ricardo Triviño   | Mitsubishi Lancer Evo VII Mitsubishi Lancer Evo VI            | Monako | Szwecja | Francja    | NU            | Cypr       | NU        | Grecja | Kenia     | Finlandia | Niemcy          | Włochy        | Nowa Zelandia   | Australia       | Wielka Brytania |                 |                 | 0      | -       |
| 2003  | Ricardo Triviño   | Mitsubishi Lancer Evo VII                                     | Monako | NU      | Turcja     | 31            | 22         | Grecja    | NU     | 34        | Finlandia | Australia       | Włochy        | 25              | NU              | Wielka Brytania |                 |                 | 0      | -       |
| 2004  | Ricardo Triviño   | Mitsubishi Lancer Evo VII Mitsubishi Lancer Evo VIII          | Monako | 38      | 18         | 30            | Cypr       | Grecja    | Turcja | NU        | Finlandia | 31              | Japonia       | Wielka Brytania | Włochy          | 23              | 28              | Australia       | 0      | -       |
| 2005  | Ricardo Triviño   | Peugeot 206 WRC Mitsubishi Lancer Evo VIII                    | Monako | Szwecja | 12         | Nowa Zelandia | Włochy     | Cypr      | Turcja | NU        | 18        | Finlandia       | Niemcy        | Wielka Brytania | Japonia         | Francja         | 20              | Australia       | 0      | -       |
| 2007  | Ricardo Triviño   | Peugeot 206 WRC                                               | Monako | Szwecja | Norwegia   | Meksyk        | Portugalia | Argentyna | Włochy | Grecja    | 43        | Niemcy          | Nowa Zelandia | Hiszpania       | Francja         | Japonia         | Irlandia        | Wielka Brytania | 0      | -       |
| 2008  | Ricardo Triviño   | Peugeot 206 WRC Mitsubishi Lancer Evo IX                      | Monako | Szwecja | DK         | NU            | Jordania   | Włochy    | Grecja | Turcja    | Finlandia | Niemcy          | Nowa Zelandia | Hiszpania       | Francja         | Japonia         | Wielka Brytania |                 | 0      | -       |
| 2011  | Ricardo Triviño   | Mitsubishi Lancer Evo X                                       | DK     | Meksyk  | Portugalia | Jordania      | Włochy     | Argentyna | Grecja | Finlandia | Niemcy    | Australia       | Francja       | Hiszpania       | Wielka Brytania |                 |                 |                 | 0      | -       |
| 2012  | Ricardo Triviño   | Ford Fiesta RS WRC Subaru Impreza STi Mitsubishi Lancer Evo X | Monako | Szwecja | 10         | 26            | NU         | 16        | 19     | Finlandia | 22        | Wielka Brytania | 28            | 22              | 35              |                 |                 |                 | 1      | 30.     |
| 2013  | Moto Club Igualda | Mitsubishi Lancer Evo X                                       | 29     | Szwecja | Meksyk     | Portugalia    | Argentyna  | Grecja    | Włochy | Finlandia | Niemcy    | Australia       | Francja       | Hiszpania       | Wielka Brytania |                 |                 |                 | 0      | -       |

## Występy w PCWRC
| Sezon | Zespół          | Samochód                                             | 1      | 2      | 3      | 4      | 5     | 6     | 7   | 8 | 9 | 10 | Punkty | Miejsce |
| ----- | --------------- | ---------------------------------------------------- | ------ | ------ | ------ | ------ | ----- | ----- | --- | - | - | -- | ------ | ------- |
| 2003  | Ricardo Triviño | Mitsubishi Lancer Evo VII                            | SWE NU | NZL 11 | ARG 6  | CYP NU | DEU 6 | AUS 7 | FRA |   |   |    | 8      | 9.      |
| 2004  | Ricardo Triviño | Mitsubishi Lancer Evo VII Mitsubishi Lancer Evo VIII | SWE 12 | MEX 7  | NZL 11 | ARG NU | DEU 9 | FRA 8 | AUS |   |   |    | 3      | 19.     |

### Starty w PWRC
| Sezon | Zespół          | Samochód                                   | 1   | 2   | 3      | 4     | 5     | 6     | 7     | 8     | 9 | Punkty | Miejsce |
| ----- | --------------- | ------------------------------------------ | --- | --- | ------ | ----- | ----- | ----- | ----- | ----- | - | ------ | ------- |
| 2012  | Ricardo Triviño | Mitsubishi Lancer Evo X Subaru Impreza STi | MCO | MEX | ARG NU | GRE 3 | NZE 3 | DEU 4 | ITA 7 | SPA 8 |   | 52     | 7.      |